# キュオスティ・カッリオ
キュオスティ・カッリオ（フィンランド語: Kyösti Kallio、1873年4月10日 – 1940年12月19日 ）は、フィンランドの政治家。フィンランド独立宣言書に名を連ねた建国初期の主要な政治家のひとりであり、国会議長、首相、大統領などの職を歴任した。

## 生涯
グスタフ・カッリオカンガス (Gustaf Kalliokangas) としてフィンランド中西部のユリヴィエスカにて出生した。父は農場主であり、また地元では著名な政治家であった。1904年から1906年、フィンランド議会において中小農民を代表する代議士として働いた。1906年には新党農民同盟に加わり、著名な指導者の一人と目されるようになった。
| 公職                                    | 公職                                             | 公職                          |
| --------------------------------------- | ------------------------------------------------ | ----------------------------- |
| 先代 ラウリ・クリスティアン・レランデル | フィンランド共和国議会議長 1920年                | 次代 ヴァイノ・ヴオリヨキ     |
| 先代 ヴァイノ・ヴオリヨキ               | フィンランド共和国議会議長 1922年                | 次代 ヴァイノ・ヴオリヨキ     |
| 先代 アイモ・カヤンデル                 | フィンランド共和国首相 第9代 : 1922年 - 1924年   | 次代 アイモ・カヤンデル       |
| 先代 パーヴォ・ヴィルックネン           | フィンランド共和国議会議長 1924年 - 1925年       | 次代 ヴァイノ・ヴオリヨキ     |
| 先代 アンッティ・トゥレンヘイモ         | フィンランド共和国首相 第13代：1925年 - 1926年   | 次代 ヴァイノ・タンネル       |
| 先代 パーヴォ・ヴィルックネン           | フィンランド共和国議会議長 1927年                | 次代 パーヴォ・ヴィルックネン |
| 先代 パーヴォ・ヴィルックネン           | フィンランド共和国議会議長 1929年                | 次代 パーヴォ・ヴィルックネン |
| 先代 オスカリ・マンテレ                 | フィンランド共和国首相 第17代：1929年 - 1930年   | 次代 ペール・スヴィンフヴュー |
| 先代 ユホ・スニラ                       | フィンランド共和国議会議長 1930年 - 1936年       | 次代 ヴァイノ・ハッキラ       |
| 先代 トイヴォ・キヴィマキ               | フィンランド共和国首相 第21代：1936年 - 1937年   | 次代 アイモ・カヤンデル       |
| 先代 ペール・スヴィンフヴュー           | フィンランド共和国大統領 第4代 : 1937年 - 1940年 | 次代 リスト・リュティ         |